# Nicola Rodigari
Nicola Rodigari (Tirano, 7 novembre 1981) è un ex pattinatore di short track e allenatore di short track italiano.

## Biografia
Inizialmente tesserato per la società ASD Bormio Ghiaccio, entra nel giro della nazionale nel 1998. Nel 2008 entra a far parte del Gruppo Sportivo Forestale.
Nel 2002, poco prima della Olimpiade di Salt Lake City, si infortuna seriamente in allenamento; recupera e partecipa ai Giochi ma senza grandi risultati nell'individuale. Centra invece l'argento nella staffetta 5000m con Michele Antonioli, Maurizio Carnino, Fabio Carta e Nicola Franceschina una medaglia che non riuscirà a ripetere ai Giochi di Torino, quattro anni più tardi.
Nel 2004, in squadra con Fabio Carta, Roberto Serra e Nicola Franceschina, ha vinto la medaglia di bronzo nella staffetta 5000 metri ai campionati mondiali di Göteborg, in Svezia.
In carriera vanta quattro successi nei Campionati europei di short track nella specialità overall (16 i successi in totale), l'ultimo conquistato a Torino, in Italia, il 18 gennaio 2009. Anche suo fratello, Simone Rodigari, ha fatto parte della nazionale italiana.
Nel 2010 ha rappresentato l'Italia ai Giochi olimpici di Vancouver.
Ha gareggiato nella staffetta 5000 metri, con i compagni di nazionale Nicolas Bean, Yuri Confortola e Claudio Rinaldi, dove è stato eliminato in semifinale per squalifica, dopo una caduta che ha danneggiato la squadra francese.
Nei 1500 metri è arrivato sino alla finale B, dove ha concluso con l'ottavo posto. In semifinale con 2'11"402 aveva concluso al quarto posto, dietro al sudcoreano Lee Jung-Su (2'10"949), allo statunitense Apolo Ohno (2'11"072) e al canadese Charles Hamelin (2'11"225).
Dal 2019 al 2022 ha allenato la nazionale italiana giovanile. Dal giugno 2022 è passato ad allenare la nazionale maggiore con il direttore tecnico Kenan Gouadec e Derrick Campbell.

## Palmarès

### Giochi olimpici invernali
- Argento a Salt Lake City 2002

### Campionati mondiali di short track
- Bronzo (2004 in staffetta)
- Bronzo (2004 in staffetta)
- Bronzo (2007 1500 m)

### Campionati mondiali di short track a squadre
- Bronzo (1998)
- Bronzo (2000)
- Bronzo (2007)

### Campionati europei di short track
- 1999:
- 2001: -
- 2001:
- 2002:
- 2003:
- 2004:
- 2005: -
- 2006:
- 2007:
- 2008:
- 2009: